# 福里斯特爾山脈
83°00′S 049°30′W / 83.000°S 49.500°W
福里斯特爾山脈（英語：Forrestal Range）是南極洲的山脈，位於伊利沙伯女皇地，屬於彭薩科拉山脈的一部分，全長105公里，在1956年1月13日由美國海軍發現，現時由南極條約體系管理。